# Groseller blanc

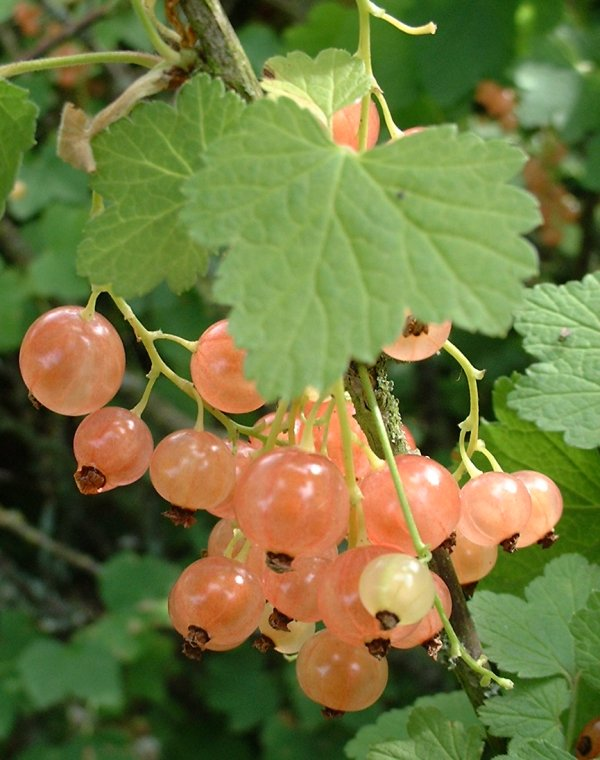

El groseller blanc o riber blanc és una planta obtinguda per mutació del tipus esport de l'espècie de groseller roig Ribes rubrum. És un arbust caducifoli que fa fins a 1 m d'alt. El groseller blanc es diferencia del groseller roig pel fet de tenir els fruits translúcids blancs i per la sabor d'aquests.
Tant el groseller roig com el blanc es cultiven per a consumir-ne els fruits, dits groselles o ribes, i com a plantes ornamentals. Poden estar a ple sol o a mitja ombra. No requereixen gaire atencions.
El cultivar 'White Grape' va guanyar el premi Award of Garden Merit de la Royal Horticultural Society's. També hi ha cultivars amb fruits grocs i rosats.
Les groselles blanques són un xic més petites i més dolces que les groselles roges. Les seves gelees i melmelades prenen un color rosat. El groseller blanc és una cultivar albina del groseller roig. Les groselles blanques són una bona font de les vitamines B1 i C, i són riques en ferro, coure i manganès. 100 grams tenen una energia de 234 kilojoules